# Vaskakas Bábszínház
A  Vaskakas Bábszínház Győr bábszínháza, amelyet 1991-ben alapított a győri városi önkormányzat, eredetileg Győri Városi Bábszínház néven. Jelenlegi nevét a közismert győri legenda, a törökök elűzésekor kukorékolni kezdő vaskakas ihlette.

## Története
A városi bábszínház ötlete az 1980-as években  született. 1988-ban alakult meg a bábcsoport, majd a társulat 1991. októberében vált önálló intézménnyé Győri Városi Bábszínház néven. A társulat első tagjai a Győri Nemzeti Színház művészei, illetve erdélyi, újvidéki és miskolci bábművészek voltak.Mára a magyarországi bábszínházak elitjébe tartozik. 

## Bemutatók
| Évad      | Előadás címe                                                                    | Rendező                                                                            |
| --------- | ------------------------------------------------------------------------------- | ---------------------------------------------------------------------------------- |
| 1991/1992 | Óz, a csodák csodája                                                            | Giovannini Kornél                                                                  |
|           | Hamupipőke                                                                      | Beratin Gábor                                                                      |
|           | Sárkánykeringő                                                                  | Madarász Zsuzsa                                                                    |
|           | Árgyélus királyfi és Tündérszép Ilona                                           | Giovannini Kornél                                                                  |
| 1992/1993 | János vitéz                                                                     | Beratin Gábor                                                                      |
|           | Mi van a télapó zsákjában                                                       | Medvecz J. Attila                                                                  |
|           | A hóember szíve                                                                 | Madarász Zsuzsa                                                                    |
|           | Reményke                                                                        | Giovannini Kornél                                                                  |
|           | A rút kiskacsa                                                                  | Lénárt András                                                                      |
| 1993/1994 | Takaroska                                                                       | Giovannini Kornél                                                                  |
|           | Napsugár                                                                        | Adela Moldovan                                                                     |
|           | Csibék és manók                                                                 | Kós Lajos                                                                          |
|           | Mese az ordas farkasról                                                         | Adela Moldovan                                                                     |
|           | A legszebb tánc                                                                 | Adela Moldovan                                                                     |
| 1994/1995 | Kacor király és társai                                                          | Madarász Zsuzsa                                                                    |
|           | Az elcserélt ajándék                                                            | Medvecz J. Attila                                                                  |
|           | Varjú Jankó                                                                     | Pályi János                                                                        |
|           | Csipkerózsika                                                                   | Adela Moldovan                                                                     |
| 1995/1996 | A nagy bújócska                                                                 | Urbán Gyula                                                                        |
|           | Tündérek kertje                                                                 | Kocsis Rozi                                                                        |
|           | A bűvös tűzszerszám                                                             | Jevgenyij Gimmelfarb                                                               |
|           | Mi van a Télapó zsákjában?                                                      | Medvecz J. Attila                                                                  |
|           | Aranytükör                                                                      | Pályi János                                                                        |
|           | Varázsfuvola - Mutatványosok                                                    | Pályi János                                                                        |
|           | A három testőr                                                                  | Sramó Gábor                                                                        |
| 1996/1997 | A királylány meg a visszhang                                                    | Balogh Géza                                                                        |
|           | Aladdin és a bűvös lámpa                                                        | Sramó Gábor                                                                        |
|           | Téli mese                                                                       | Madarász Zsuzsa                                                                    |
|           | Belénk bújt a kisördög                                                          | Galántai Csaba                                                                     |
|           | A magányosan kóborló macska                                                     | Lénárt András                                                                      |
| 1997/1998 | Ilyenek az állatok                                                              | Urbán Gyula                                                                        |
|           | A hatfejű sárkány                                                               | Galántai Csaba                                                                     |
|           | Szépség és Szörnyeteg                                                           | Ujvári Janka (Jászai Mari-díjas)                                                   |
|           | Betlehemi csillag                                                               | Kocsis Rozi                                                                        |
|           | A Vaskakas, avagy a papucsvarró varga fia                                       | Lénárt András                                                                      |
|           | A három kókler                                                                  | Sramó Gábor                                                                        |
| 1998/1999 | A három kismalac                                                                | Adela Moldovan                                                                     |
|           | Kutykuruty királyfi                                                             | Ujvári Janka (Jászai Mari-díjas)                                                   |
|           | Árgyélus és Tündérszép Ilona                                                    | Pilári Gábor, Vajda Zsuzsanna                                                      |
|           | A Majomkirály legendája                                                         | Krizbai Judit                                                                      |
|           | Madarak, avagy tojásverseny földön-égen                                         | Kocsis Rozi                                                                        |
|           | A hét szakállas farkas                                                          | Ujvári Janka (Jászai Mari-díjas)                                                   |
| 1999/2000 | Tücsöktehén története                                                           | Ujvári Janka (Jászai Mari-díjas)                                                   |
|           | A fekete cilinder                                                               | Sramó Gábor                                                                        |
|           | Cérnácska szabócska                                                             | Bartal Kiss Rita                                                                   |
|           | Hamupipőke                                                                      | Kocsis Rozi                                                                        |
|           | Fehérlófia                                                                      | Pályi János                                                                        |
|           | Krampuszok                                                                      | Ujvári Janka (Jászai Mari-díjas)                                                   |
|           | A bőgős fia meg az ördögök                                                      | Pilári Gábor, Vajda Zsuzsanna                                                      |
|           | Vízizene és Tűzijáték zene                                                      | Siklósi Gábor                                                                      |
|           | Szent László legendája                                                          | Ujvári Janka (Jászai Mari-díjas)                                                   |
|           | Hétpróba                                                                        |                                                                                    |
| 2000/2001 | Vízkereszt, vagy amit akartok                                                   | Lengyel Pál                                                                        |
|           | Mese Szaltán cárról                                                             | Zengő Ágnes                                                                        |
|           | A nagyravágyó feketerigó                                                        | Rumi László                                                                        |
|           | Mátyás király meséi                                                             | Székely Andrea                                                                     |
|           | A kis hableány                                                                  | Kovács Ildikó                                                                      |
| 2001/2002 | Hősök kora                                                                      | Szauder Erik                                                                       |
|           | Két kis mese                                                                    | Bartal Kiss Rita                                                                   |
|           | A világ teremtésének 8 napja                                                    | prof. Krzysztof Rau                                                                |
|           | A repülés története                                                             | Buzás Mihály                                                                       |
|           | Hüvelyk Matyi                                                                   | Lénárt András                                                                      |
|           | A fa meséje                                                                     | Kovács Géza                                                                        |
|           | Mesék a Broca utcából                                                           | Ujvári Janka                                                                       |
|           | A három testőr                                                                  | Sramó Gábor                                                                        |
| 2002/2003 | Kényeskedő mesék                                                                | Bartal Kiss Rita (Blattner Géza-díjas)                                             |
|           | Csimbók herceg                                                                  | Ujvári Janka (Jászai Mari-díjas)                                                   |
|           | Hókirálynő                                                                      | Adela Moldovan                                                                     |
|           | A tudós álma                                                                    | Kocsis Rozi                                                                        |
|           | Múzsák                                                                          | Kocsis Rozi                                                                        |
|           | A szépen szóló Grüffmadár                                                       | Pilári Gábor, Vajda Zsuzsanna                                                      |
| 2003/2004 | Alice                                                                           | Biserka Kolevska                                                                   |
|           | Kofa-kopa lepetye                                                               | Rumi László                                                                        |
|           | Édes Élet Cukrászda                                                             | Bartal Kiss Rita                                                                   |
|           | Énekek Éneke                                                                    | Kovács Géza                                                                        |
|           | Ilók és Mihók                                                                   | Bartal Kiss Rita (Blattner Géza-díjas)                                             |
|           | Rátótiádák                                                                      | Bartal Kiss Rita (Blattner Géza-díjas)                                             |
| 2004/2005 | Sze-rel-me-sek                                                                  | prof. Krysztof Rau                                                                 |
|           | Manógyár                                                                        | Ujvári Janka (Jászai Mari-díjas)                                                   |
|           | Hófehérke                                                                       | Micsa Mónika                                                                       |
|           | Bob és Bobek                                                                    | Bartal Kiss Rita (Blattner Géza-díjas)                                             |
|           | A brémai muzsikusok                                                             | Bartal Kiss Rita (Blattner Géza-díjas)                                             |
| 2005/2006 | Mosó Masa mosodája                                                              | Sramó Gábor                                                                        |
|           | Micsoda boszorkányság!                                                          | Ujvári Janka                                                                       |
|           | Csárdáskirálynő                                                                 | Peter Pasov, Zsenya Pasova                                                         |
|           | Tekergő és Düdörgő                                                              | Bartal Kiss Rita (Blattner Géza-díjas)                                             |
|           | Bábalelte babona                                                                | Ujvári Janka (Jászai Mari-díjas)                                                   |
|           | Csodasziget                                                                     |                                                                                    |
| 2006/2007 | A ló nélküli lovag                                                              | prof. Krzysztof Rau                                                                |
|           | Nagyi, mesélj!                                                                  | Kocsis Rozi (Blattner Géza-díjas)                                                  |
|           | Álomszuszék Katerina                                                            | Bartal Kiss Rita (Blattner Géza-díjas)                                             |
|           | Nem beszélek zöldségeket                                                        | Kocsis Rozi (Blattner Géza-díjas)                                                  |
|           | Moha és Páfrány                                                                 | Kocsis Rozi (Blattner Géza-díjas)                                                  |
|           | Kádár Kata Revü                                                                 | Tengely Gábor (Blattner Géza-díjas)                                                |
|           | Pöttöm mesék                                                                    | Ujvári Janka (Jászai Mari-díjas)                                                   |
| 2007/2008 | Csip-csip bolha                                                                 | Veres András                                                                       |
|           | Virágünnep                                                                      | Szabó Attila                                                                       |
|           | Szivárványhinta                                                                 | Kocsis Rozi (Blattner Géza-díjas)                                                  |
|           | Gőgös Gúnár Gedeon                                                              | Sramó Gábor                                                                        |
|           | Kakasviadal                                                                     | Kocsis Rozi (Blattner Géza-díjas)                                                  |
| 2008/2009 | Metamorfózis (Fehérvarázs)                                                      | prof. Krzysztof Rau                                                                |
|           | Icurka-Picurka                                                                  | Kocsis Rozi (Blattner Géza-díjas)                                                  |
|           | Az eső labirintusa                                                              | Bartal Kiss Rita (Blattner Géza-díjas)                                             |
|           | Amália                                                                          | Csató Kata (Blattner Géza-díjas)                                                   |
|           | A teremtés                                                                      | Bartal Kiss Rita (Blattner Géza-díjas), Kocsis Rozi (Blattner Géza-díjas)          |
|           | Hoppláda                                                                        | Veres András                                                                       |
|           | Megszólal a Vaskakas                                                            | Kocsis Rozi                                                                        |
|           | Karácsonyi Ozsonna Nagyinál                                                     |                                                                                    |
|           | A Mikulás nevenapja                                                             |                                                                                    |
| 2009/2010 | Micimackó                                                                       | Bartal Kiss Rita                                                                   |
|           | Csipkerózsika                                                                   | Szabó Attila                                                                       |
|           | A négy évszak boszorkánya                                                       | Ujvári Janka (Jászai Mari-díjas)                                                   |
|           | Varázsfuvola                                                                    | Bartal Kiss Rita (Blattner Géza-díjas)                                             |
|           | Cinege, cinege, kismadár                                                        | Kocsis Rozi (Blattner Géza-díjas)                                                  |
|           | Repülési lecke kezdőknek                                                        | Tengely Gábor (Blattner Géza-díjas)                                                |
|           | Kádár Kata Revü - reloaded                                                      | Tengely Gábor (Blattner Géza-díjas)                                                |
|           | A nő                                                                            |                                                                                    |
| 2010/2011 | Bigyó baba                                                                      | Ujvári Janka (Jászai Mari-díjas)                                                   |
|           | Bernarda Alba                                                                   | Tengely Gábor (Blattner Géza-díjas)                                                |
|           | 1000+1 éjszaka meséi                                                            | Ujvári Janka (Jászai Mari-díjas)                                                   |
|           | A pecsenyehattyú és más mesék                                                   | Pelsőczy Réka (Jászai Mari-díjas)                                                  |
|           | Szivárványhinta                                                                 |                                                                                    |
|           | A suszter álma                                                                  | Kocsis Rozi (Blattner Géza-díjas)                                                  |
| 2011/2012 | Borsószem hercegkisasszony                                                      | Erdeős Anna e.h.                                                                   |
|           | Jancsi és Juliska                                                               | Fige Attila e.h.                                                                   |
|           | Kis Piros                                                                       | Bereczki Csilla e.h.                                                               |
|           | Holle anyó                                                                      | Halasi Dániel e.h.                                                                 |
|           | Hófehérke, avagy a Varázstükör krónikái                                         | Kovács Petra e.h.                                                                  |
|           | A Mikulás manói                                                                 | Ujvári Janka (Jászai Mari-díjas)                                                   |
|           | Csizmás Kandúr                                                                  | Veres András                                                                       |
|           | Cini-cini muzsika                                                               | Kocsis Rozi (Blattner Géza-díjas)                                                  |
| 2012/2013 | Dödölle                                                                         | Kocsis Rozi (Blattner Géza-díjas)                                                  |
|           | Mikulás a világ körül                                                           | Ujvári Janka (Jászai Mari-díjas)                                                   |
|           | Csillagszedő Márió                                                              | Tengely Gábor (Blattner Géza-díjas)                                                |
|           | Vas Laci                                                                        | Tengely Gábor (Blattner Géza-díjas)                                                |
|           | Leányálom Kft.                                                                  | Pelsőczy Réka (Jászai Mari-díjas)                                                  |
| 2013/2014 | Egyik kicsi, másik nagy                                                         | Ujvári Janka (Jászai Mari-díjas)                                                   |
|           | A mindentlátó királylány                                                        | Kolozsi Angéla (Blattner Géza-díjas)                                               |
|           | Ilók és Mihók                                                                   | Kocsis Rozi (Blattner Géza-díjas)                                                  |
|           | Jégvirág Cukrászda                                                              | Kocsis Rozi (Blattner Géza-díjas)                                                  |
|           | Hanyistók, avagy a grófkisasszony és a lápi szörny története                    | Tengely Gábor (Blattner Géza-díjas)                                                |
|           | A Pincérfrakk utcai cicák                                                       | Kocsis Rozi (Blattner Géza-díjas)                                                  |
| 2014/2015 | Irgum-burgum macibál                                                            | Ujvári Janka (Jászai Mari-díjas)                                                   |
|           | Hapcikirály                                                                     | Fige Attila                                                                        |
|           | La Fontaine mesék                                                               | Markó Róbert                                                                       |
|           | János vitéz                                                                     | Somogyi Tamás                                                                      |
|           | Tütü-tutu autó                                                                  | Kocsis Rozi (Blattner Géza-díjas)                                                  |
| 2015/2016 | Anyajegy - Markó-Valentyik Anna előadása                                        | Marók-Valentyik Anna                                                               |
|           | Az új nagyi                                                                     | Kuthy Ágnes                                                                        |
|           | A bőbeszédű diófa                                                               | Kolozsi Angéla (Blattner Géza-díjas)                                               |
|           | A Rézhegyek királynője                                                          | Bercsényi Péter                                                                    |
|           | Halló, itt a Mikulás                                                            | Tengely Gábor (Blattner Géza-díjas)                                                |
|           | Az emlékfoltozók                                                                | Markó Róbert                                                                       |
|           | Nem, nem, henm                                                                  | Ujvári Janka (Jászai Mari-díjas)                                                   |
|           | Víz, víz, tiszta víz - fröcskölő táncok 18 lábra                                | Fitos Dezső és Kocsis Enikő Harangozó Gyula-díjasok                                |
|           | Cinege, cinege, kismadár                                                        | Kocsis Rozi (Blattner Géza-díjas)                                                  |
| 2016/2017 | Körbe-körbe karikába                                                            | Ujvári Janka (Jászai Mari-díjas)                                                   |
|           | Frakk, a macskák                                                                | Kocsis Rozi (Blattner Géza-díjas)                                                  |
|           | Pinokkió                                                                        | Somogyi Tamás                                                                      |
|           | Király Kis Miklós                                                               | Tengely Gábor (Blattner Géza-díjas)                                                |
|           | A hullaégető (A Vaskakas Bábszínház és az Orlai Produkciós Iroda koprodukciója) | Pelsőczy Réka (Jászai Mari-díjas)                                                  |
|           | Tündérkeresztanya                                                               |                                                                                    |
|           | A szigetlakó                                                                    | Hajós Zsuzsa                                                                       |
|           | Izeg-mozog!                                                                     | Markó-Valentyik Anna                                                               |
|           | Keletre a Naptól, Nyugatra a Holdtól                                            | Kovács Domokos                                                                     |
|           | Éneklő Betlehem                                                                 | Markó-Valentyik Anna                                                               |
|           | Pulcinella és a varázskút                                                       | Főglein Fruzsina                                                                   |
|           | A pilóta, aki elrepült                                                          | Horváth Márk                                                                       |
|           | Icurka-picurka                                                                  | Kocsis Rozi (Blattner Géza-díjas)                                                  |
|           | Szemenszedett mese                                                              | Markó Róbert                                                                       |
|           | Makrancos Kata junior                                                           | Markó Róbert                                                                       |
| 2017/2018 | Síppal-dobbal                                                                   | Ujvári Janka (Jászai Mari-díjas)                                                   |
|           | Münchausen báró kalandjai                                                       | Biserka Kolevska                                                                   |
|           | Misi mókus kalandjai                                                            | Markó Róbert                                                                       |
|           | Egerek könyve                                                                   | Tengely Gábor (Blattner Géza-díjas)                                                |
|           | A halhatatlanságra vágyó királyfi                                               | Markó Róbert                                                                       |
|           | Hamupipőke                                                                      | Tengely Gábor (Blattner Géza-díjas)                                                |
|           | Süss fel, Nap!                                                                  | Markó-Valentyik Anna                                                               |
| 2018/2019 | Mekk Elek, ezermester                                                           | Schneider Jankó                                                                    |
|           | A manógyár                                                                      | Nagy Orsolya                                                                       |
|           | Óz                                                                              | Markó Róbert                                                                       |
|           | Lúdas Matyi                                                                     | Tárnoki Márk e. h.                                                                 |
|           | Tarkabarka                                                                      | Kocsis Rozi (Blattner Géza-díjas)                                                  |
|           | Alaine - Ideje a meghalásnak                                                    | Ladányi Andrea (Kossuth-, Liszt Ferenc- és Harangozó Gyulas-díjas, érdemes művész) |
|           | A kismalac meg a farkasok                                                       | Markó Róbert                                                                       |
|           | Akvárium                                                                        | Bora Levente                                                                       |
|           | Ilók és Mihók                                                                   | Kocsis Rozi (Blattner Géza-díjas)                                                  |
| 2019/2020 | Pom Pom meséi                                                                   | Kocsis Rozi (Blattner Géza-díjas)                                                  |
|           | Medvék minden mennyiségben                                                      | Markó Róbert                                                                       |
|           | Paradicsomleves betűtésztával                                                   | Fejes Kitty                                                                        |
|           | Leszállt az ég dicső királya                                                    | Horváth Márk                                                                       |
|           | Vuk                                                                             | Markó Róbert                                                                       |
| 2020/2021 | Tesók!                                                                          | Kocsis Rozi (Blattner Géza-díjas)                                                  |
|           | Kakasviadal                                                                     | Nagy Orsolya                                                                       |
|           | A széttáncolt cipellők                                                          | Kocsis Enikő és Fitos Dezső (Harangozó Gyula-díjasok)                              |
|           | A vaskakas legendája                                                            | Markó Róbert                                                                       |
| 2021/2022 |                                                                                 |                                                                                    |
| 2022/2023 | Ki lakik az asztal alatt?                                                       | Kocsis Rozi (Blattner Géza-díjas)                                                  |
|           | Csipkerózsika                                                                   | Tárnoki Márk                                                                       |
|           | Pom Pom meséi                                                                   | Kocsis Rozi (Blattner Géza-díjas)                                                  |
|           | Télen Telelek                                                                   | Kocsis Rozi (Blattner Géza-díjas)                                                  |
|           | Volt egyszer egy kert                                                           | Bartal Kiss Rita (Blattner Géza-díjas)                                             |
|           | Gyigyimóka története                                                            | Bartal Kiss Rita (Blattner Géza-díjas)                                             |
|           | Tündérszép Ilona és Árgyélus királyfi                                           | Markó Róbert                                                                       |
| 2023/2024 | A kis hableány                                                                  | Bartal Kiss Rita (Blattner Géza-díjas)                                             |
|           | A szomorú királykisasszony                                                      | Maróthy Anna Zorka                                                                 |
|           | A tojásból teremtett leány                                                      | Ecsedi Csenge Berta                                                                |
|           | Rózsa és Ibolya                                                                 | Tengely Gábor (Blattner Géza-díjas)                                                |
| 2024/2025 | Dömdödöm (A négyszögletű kerek erdő)                                            | Pass Andrea                                                                        |
|           | A Gigantikus Szógyár                                                            | Vidovszky György                                                                   |
|           | FELESEMESE                                                                      | Pelsőczy Réka (Jászai Mari-díjas)                                                  |
|           |                                                                                 |                                                                                    |
|           |                                                                                 |                                                                                    |
|           |                                                                                 |                                                                                    |
|           |                                                                                 |                                                                                    |

## Tevékenysége
Évente mintegy 500–550 előadást játszanak körülbelül 150 000 néző előtt, a belvárosi bábszínházzá átalakított épületben. Szombatonként a legkisebbeket, a 0-4 éves korosztályt szórakoztatják az Aprók Színháza elnevezésű előadások keretein belül. A győri Vaskakas Bábszínház a norvég szakemberek által elindított „Művészet a legkisebbeknek” elnevezésű programhoz a 2007/2008-as évadban bemutatott Szivárványhinta című előadásával csatlakozott, és azóta minden évadban mutatnak be újabb aprók színházát. 
Vasárnaponként matiné előadásokkal várják a látogatókat olyan örök klasszikusokkal mint a Pom Pom meséi, Vuk és Óz, de a magyar népmesékből sincs hiány, például az Ilók és Mihók, A kismalac meg a farkasok és a Kakasviadal című előadásokkal szórakoztatják a családokat. A felnőtt közönségről sem feledkeznek meg, az Orlai Produkciós Iroda vendégelőadásai mellett nagy sikerrel játsszák saját felnőtt előadásikat (Leányálom Kft., Akvárium, Alaine- Ideje a meghalásnak, Anyajegy) is. 
A Vaskakas Bábszínház szervezi 2008 óta minden év július első hétvégéjén a mára már Közép-Európa legnagyobb gyermekfesztiváljává nőtt Győrkőcfesztivált. 
A bábszínház minden színésze elnyerte a Magyarországon megszerezhető legmagasabb, úgynevezett Színész I. minősítést, a társulat rendszeresen részt vesz mozgás-, színészmesterség- és hangképzés-kurzusokon.
A színházban rendeztek többek között Tengely Gábor, Veres András, Pilári Gábor és Vajda Zsuzsanna, Bartal Kiss Rita, valamint a lengyel Krzysztof Rau, a román Adela Moldovan, a bolgár Peter Pasov – Zsenya Pasova alkotópáros; vendégeskedett a társulatnál a Katona József Színház színész-rendezője, Pelsőczy Réka, vagy a Színház- és Filmművészeti Egyetem osztályvezető tanára, Novák Eszter. Mára már visszatérő koreográfusa a Kossuth-díjas Ladányi Andrea, aki pályafutását a Győri Balettban kezdte, és a Vaskakas Bábszínház miatt tért újra vissza Győr városába. 
A színház előadásai többször kaptak különdíjat a kaposvári Gyermek- és Ifjúsági Színházak Biennáléja és a budapesti Gyermek- és Ifjúsági Szemle szakmai zsűrijétől, 2010-ben és 2011-ben pedig Vaskakast a színikritikusok díjára jelölték a legjobb gyermek- és ifjúsági színházi előadás kategóriájában.
A magyar bábszínházak elitjéhez tartozó intézmény igazgatóját, Kocsis Rozit 2006-ban Blattner Géza-díjjal tüntették ki színházteremtő, közösségépítő, művészi, dramaturgi, rendezői és színészi munkájáért.
Történetének harminc éve alatt többek között kínai, spanyolországi, törökországi, franciaországi, finnországi, horvátországi, lengyelországi, csehországi és romániai nemzetközi fesztiválokon vendégszerepeltek. Részt vettek a Fiumei Világfesztiválon is. A világ teremtésének nyolc napja című tárgyanimációs művükkel elnyerték az UNIMA (Nemzetközi Bábművész Szövetség) diplomáját, 2012 júliusában Kínában, Csengtuban az UNIMA Világfesztiválon a legjobb szecenográfia díját nyerték el Metamorfózis című előadásukkal.
2012 szeptemberében New York-ban, az Abrons Arts Center színpadán játszották A suszter álma és a Metamorfózis című előadásokat.
2019-ben a Családbarát Szolgáltatóhely Bronz fokozatát, 2020-ban a Családbarát Munkahely Bronz fokozatát kapta meg. 

## Díjak
2021
XXVIII. Nemzetközi Gyermekszínházi Fesztivál, Szabadka - fesztiváldiploma: Óz
XXVIII. Nemzetközi Gyermekszínházi Fesztivál, Szabadka - legjobb látvány: Svila Velichkova (Óz)
XXVIII. Nemzetközi Gyermekszínházi Fesztivál, Szabadka - színészi díj: Gergely Rozália (Óz)
2019
Taps-díj - az év bábszínházi előadása: Óz
Taps-díj - az év bábszínházi látványa: Óz
Taps-díj - az év bábszínésze: Nagy Petra
Taps-díj - az év vendégművésze különdíj: Ladányi Andrea (Kossuth-, Liszt Ferenc- és, Harangozó Gyula-díjas, Érdemes művész)
Junior Prima-díj: Markó-Valentyik Anna
2018
XXV. Nemzetközi Gyermekszínházi Fesztivál, Szabadka - színészi díj: Nagy Petra
Taps-díj - az év bábszínházi előadása: Misi mókus kalandjai
Taps-díj - az év bábszínházi látványa: Misi mókus kalandjai
Taps-díj - az év bábszínésze: Vitányi-Juhász István
2017
Taps-díj – a legígéretesebb alakítás: Markó-Valentyik Anna
Taps-díj – az év előadása: Pinokkió
2016
VIII. Gyermek- és Ifjúsági Színházak Biennáléja, Kaposvár – különdíj: Az új nagyi
Taps-díj - a legígéretesebb alakítás: Bora Levente
Taps-díj - az év előadása: A Rézhegyek királynője
2015
Taps-díj – a legjobb bábszínész: Gergely Rozália
Taps-díj – a legjobb bábelőadás: János vitéz
2014
Taps-díj – a legjobb bábszínész: Ragán Edit
Taps-díj – a legjobb bábelőadás: Hanyistók, avagy a grófkisasszony és a lápi szörny története
2013
Taps-díj – a legjobb bábszínész: Szúkenyik Tamás
Taps-díj – a legjobb bábelőadás: Jancsi és Juliska
2012
21. UNIMA Világfesztivál, Chengdu, Kína – a legjobb szcenográfia díja: Metamorfózis (Fehérvarázs)
Győr Művészetéért díj – a Vaskakas Bábszínház társulatának, Győr kulturális életében végzett több évtizedes, kimagaslóan eredményes művészeti tevékenysége elismeréséül
Taps-díj – a legjobb bábszínész: Rab Viki
Taps-díj – a legjobb bábelőadás: A Csizmás Kandúr
2011
Színikritikusok díja 2011 – jelölés a legjobb gyermek- és ifjúsági előadás díjára: A pecsenyehattyú és más mesék
2010
V. Gyermek- és Ifjúsági Színházak Biennáléja, Kaposvár – különdíj: Hoppláda
XV. Pécsi Nemzetközi Felnőttbábfesztivál, Pécs – a legjobb színésznő díja: Kocsis Rozi (Kádár Kata Revü)
Színikritikusok díja 2010 – jelölés a legjobb gyermek- és ifjúsági előadás díjára: Repülési lecke kezdőknek (az ESZME és a Vaskakas Bábszínház közös előadása)
2009
XIII. Nemzetközi Bábművészeti Világfesztivál, Prága, Csehország – különdíj: Metamorfózis
V. Országos Gyermekszínházi Szemle, Budapest – a műfaj egyik nívós előadásának díja: Metamorfózis
2007
Kon-Teksty Nemzetközi Bábfesztivál, Poznan, Lengyelország – különdíj: Csárdáskirálynő
2006
III. Gyermek- és Ifjúsági Színházak Biennáléja, Kaposvár – különdíj: Sze-rel-me-sek
2005
Trema Nemzetközi Bábfesztivál, Ruma, Szerbia – közönségdíj: Sze-rel-me-sek
III. Országos Gyermekszínházi Szemle, Budapest – különdíj: Sze-rel-me-sek
2004
II. Gyermek- és Ifjúsági Színházak Biennáléja, Kaposvár – III. díj: Alice
2003
Nemzetközi Bábfesztivál, Tolosa, Spanyolország – közönségdíj: A világ teremtésének 8 napja
PIF Nemzetközi Bábfesztivál, Zágráb, Horvátország – a legjobb rendezés díja: A világ teremtésének 8 napja
II. Országos Gyermekszínházi Szemle, Budapest – különdíj: A szépen szóló Grüffmadár
2002
Nemzetközi UNIMA Fesztivál, Békéscsaba – UNIMA-diploma és közönségdíj: A világ teremtésének 8 napja
Nemzetközi Bábfesztivál, Torun, Lengyelország – a legjobb zenei közreműködő díja: Rab Viki (A világ teremtésének 8 napja)
2000
Nemzetközi Bábfesztivál, Arad, Románia – a legművészibb előadás díja: Fehérlófia

## Társulat (2024/2025)
Igazgatóː Kocsis Rozi
Művészeti főtitkár: Varga Anita

#### Színészek
- Bánky Sára
- Bársonyosi Dávid
- Darvas Emőke
- Dunai Júlia
- Rab Viki
- Ragán Edit
- Sebestény Bernát
- Szúkenyik Tamás
- Urszinyi Ádám
- Vitányi-Juhász István